# Gmina Karojba
Gmina Karojba (chorw. Općina Karojba) – gmina w Chorwacji, w żupanii istryjskiej.

## Miejscowości i liczba mieszkańców (2011)
- Karojba - 398
- Novaki Motovunski - 383
- Rakotule - 226
- Škropeti - 431